# 西罗奇站
西罗奇站是位于黑龙江省塔河县西罗村的一个铁路车站，邮政编码165025。车站建于1970年，有富西铁路经过该站，现不办理客货运业务，车站及其上下行区间均未电气化。车站距离富裕站677公里，隶属哈尔滨铁路局，是五等站。